# Булгурлу
Булгурлу (тур. Bulgurlu) — одно из 33 махалле Ускюдара, района Стамбула (Турция), расположенного на азиатском берегу пролива Босфор.
Булгурлу — один из самых густонаселённых махалле Ускюдара. Его границей на западе служит улица Кючюкчамлыджа, на юге — улица Ючпынарлар и анатолийская автомагистраль O-4, на востоке — район Намык Кемаль и на севере — улица Булгурлу. Холм Кючук-Чамлыджа, одна из важнейших зон отдыха Стамбула, располагается в Бугурлу. Хаммам Булгурлу, появившийся ещё в XVII веке, функционирует и поныне.

## История
Версия о том, что название района Булгурлу, который в источниках также упоминается как Буркуллу (тур. Burkullu), Бургулу (тур. Burgulu), Буркурлу (тур. Burkurlu) и Бургурлу (тур. Burgurlu), произошло от болгарских иммигрантов, поселившихся в этой местности после Апрельского восстания 1876 года, не получила широкого признания.
Название района, население которого занималось сельским хозяйством ещё в XVI веке, вероятно, произошло от булгура, пшеничной крупы. По версии же других историков, таких как Решат Экрем Кочу, холм Кючюк-Чамлыча изначально был известен как гора Булгурлу, а своё нынешнее название получил позже. Согласно преданию название Булгурлу было дано османским султаном после битвы, произошедшей в этой местности..
В книге британской писательницы и путешественницы Джулии Пардо «Красоты Босфора», опубликованной в Лондоне в 1838 году, упоминается гора или холм Булгурлу, которому посвящаются две страницы этого труда. В книге также была напечатана гравюра английского художника Уильяма Генри Бартлетта, изображающая Булгурлу того времени.

## Транспорт
Булгурлу связывают с центром Стамбула линии общественного транспорта. Так в районе располагается станция метро Булгурлу—Либадие, относящаяся к Линии 5 Стамбульского метрополитена.

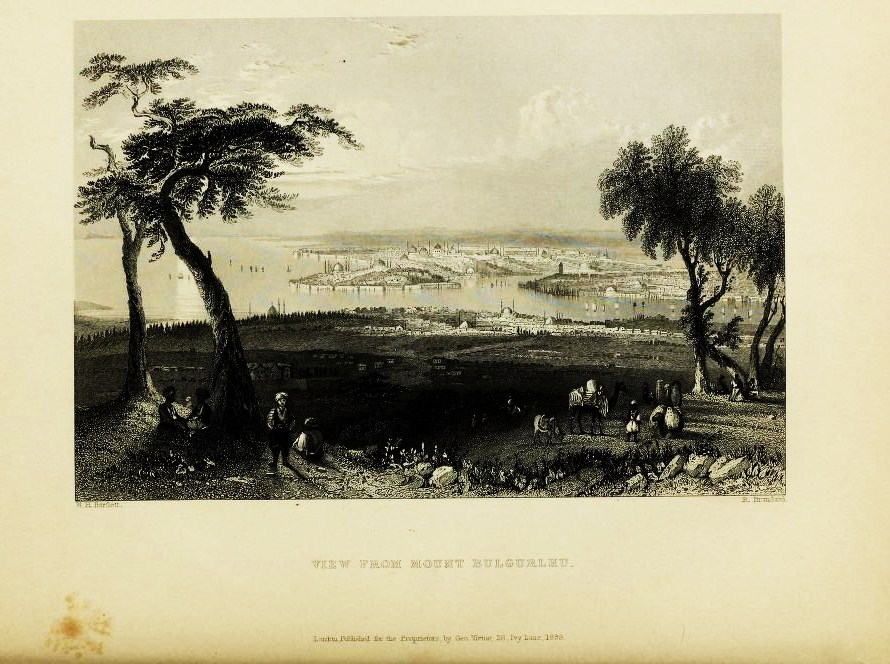
Гравюра Уильяма Генри Бартлетт, изображающая Булгурлу и опубликованная в Лондоне в 1838 году